# Diassara
Diassara est une localité du département de Iolonioro, dans la province du Bougouriba (région du Sud-Ouest) au Burkina Faso. En 2006, cette localité comptait 2 882 habitants dont 49.1% de femmes.